# The Golden Pince-nez
Pour plus de détails, voir Fiche technique et Distribution.
The Golden Pince-nez est un film britannique réalisé par George Ridgwell, sorti en 1922.

## Synopsis
Sherlock Holmes enquête sur le meurtre du secrétaire du professeur Coram, retrouvé mort avec dans sa main un pince-nez en or.

## Fiche technique
- Titre original : The Golden Pince-nez
- Réalisation : George Ridgwell
- Scénario : Geoffrey H. Malins et Patrick L. Mannock, d'après la nouvelle Le Pince-nez en or d'Arthur Conan Doyle
- Direction artistique : Walter W. Murton
- Photographie : Alfred H. Moise
- Montage : Leslie Britain
- Société de production : Stoll Picture Productions
- Société de distribution : Stoll Picture Productions
- Pays d’origine :  Royaume-Uni
- Langue originale : anglais
- Format : noir et blanc — 35 mm — 1,37:1 — Film muet
- Genre : Film policier
- Durée : deux bobines
- Date de sortie : 
  - Royaume-Uni :mars 1922

## Distribution
- Eille Norwood : Sherlock Holmes
- Hubert Willis : Docteur Watson
- Teddy Arundell : Inspecteur Hopkins
- Norma Whalley : Anna Coram
- Cecil Morton York : Professeur Coram